# Proteínas transportadoras de lípidos

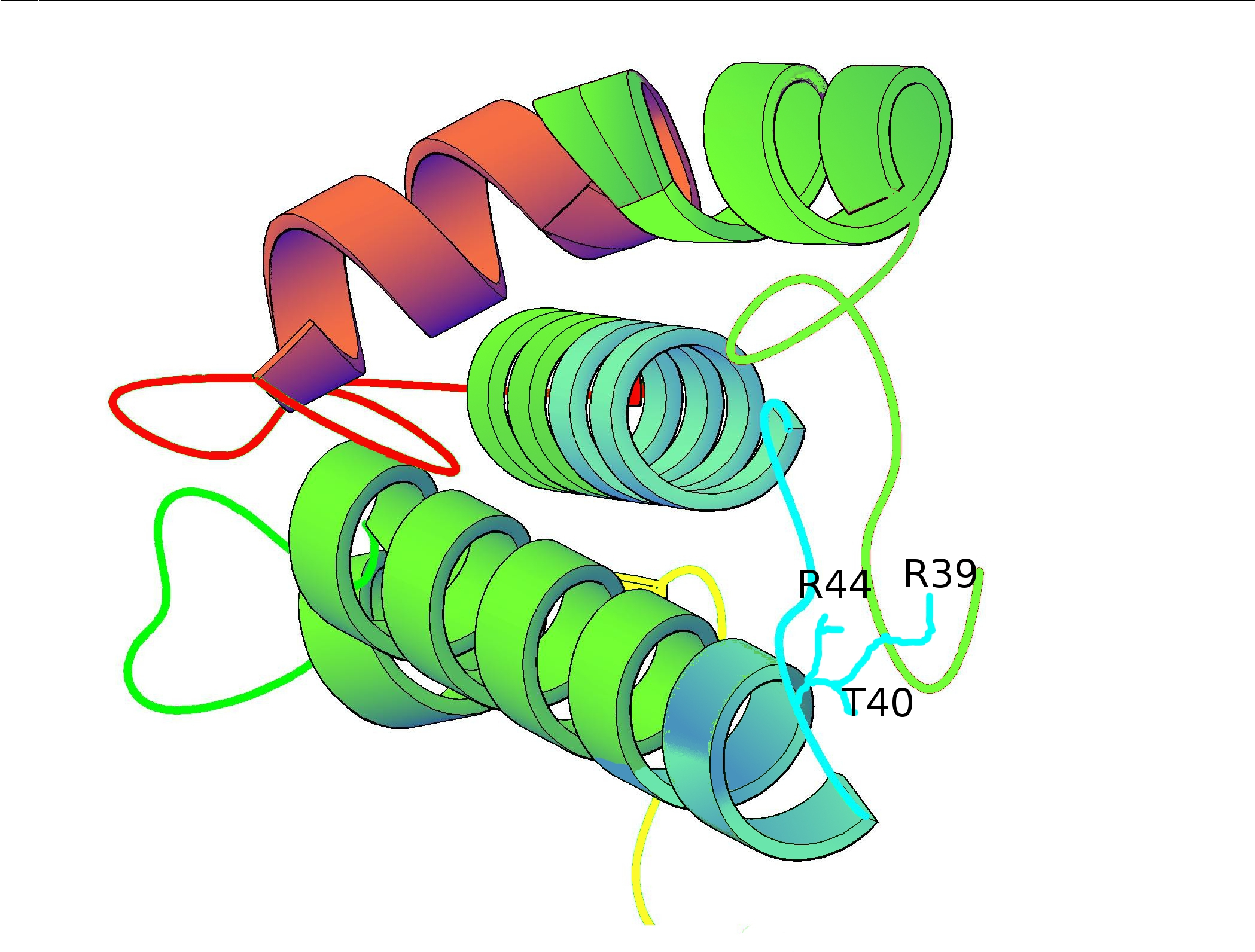
Estructura de la proteína transportadora de lípidos de las plantas Pru p 3 (91 AA), presente en el melocotón Muestra tres epítopos o determinantes

Las proteínas transportadoras de lípidos, conocidas también como LTPs por las iniciales de su denominación en inglés (Lipid Transfer Proteins) son un grupo de proteínas vegetales presentes en las plantas superiores. Constituyen uno de los alérgenos más importantes existentes en las frutas pertenecientes a la familia de las rosáceas, incluyendo el melocotón, manzana, pera, albaricoque, cereza y ciruela, también están presentes en los frutos secos y numerosas verduras.

## Descripción
Las proteínas transportadoras de lípidos son capaces de transportar fosfolípidos y otras grasas a través de las membranas de las células vegetales, actuando como sistema de defensa. Se encuentran en las plantas superiores, presentándose a concentraciones elevadas en la piel de los frutos. Son de tamaño pequeño, entre 9 y 10 kDa y muy resistentes a la proteólisis. Son capaces de atravesar la barrera inmune gastrointestinal humana y desencadenar la secreción de inmunoglobulinas IgE específicas, provocando reacciones alérgicas y anafilácticas.

## Alimentos
Una de las proteínas transportadoras de lípidos más estudiada es la Pru p 3 que se encuentra principalmente en la piel del melocotón y es responsable de la alergia a este alimento. Además del melocotón, numerosos alimentos de origen vegetal y consumo habitual contienen diferentes proteínas transportadoras de lípidos que pueden provocar reacción cruzada debido a sus similitudes estructurales, entre ellas la Mal d 3 presente en las manzanas. La siguiente tabla resume los principales alimentos que pueden contener proteína transportadora de lípidos:
- Frutos de plantas pertenecientes a la familia de las rosáceas: albaricoque, cereza, manzana, melocotón y pera.
- Otras frutas: fresa, limón, naranja y uva.
- Hortalizas: col, espárrago, lechuga, tomate y zanahoria.
- Frutos secos: almendra, cacahuete, avellana, castaña y nuez.
- Cereales: cebada, maíz y trigo.